# Gently
Gently è il nono album discografico in studio della cantante statunitense Liza Minnelli, pubblicato nel 1996. 

## Tracce
1. Chances Are – 3:16 (testo: Al Stillman – musica: Robert Allen) – Con Johnny Mathis
2. You Stepped Out of a Dream – 3:39 (testo: Gus Kahn – musica: Nacio Herb Brown)
3. Embraceable You – 4:29 (testo: Ira Gershwin – musica: George Gershwin)
4. Close Your Eyes – 3:35 (Bernice Petkere)
5. Some Cats Know – 3:47 (testo: Jerry Leiber – musica: Mike Stoller)
6. Lost in You – 4:02 (testo: Jerry Leiber – musica: Mike Stoller)
7. I Got Lost in His Arms – 3:12 (Irving Berlin)
8. It Had to Be You – 3:32 (testo: Gus Kahn – musica: Isham Jones)
9. Never Let Me Go – 3:15 (testo: Jay Livingston – musica: Ray Evans)
10. Does He Love You? – 4:58 (testo: Sandy Knox – musica: Billy Stritch) – Con Donna Summer
11. In the Wee Small Hours of the Morning – 4:18 (testo: Bob Hilliard – musica: David Mann)